# Kazuno, Akita
Kazuno (鹿角市 Kazuno-shi) là một thành phố thuộc tỉnh Akita, Nhật Bản.